# SAP Open 2009 - Qualificazioni singolare
Le qualificazioni del singolare  dello  SAP Open 2009 sono state un torneo di tennis preliminare per accedere alla fase finale della manifestazione. I vincitori dell'ultimo turno sono entrati di diritto nel tabellone principale. In caso di ritiro di uno o più giocatori aventi diritto a questi sono subentrati i lucky loser, ossia i giocatori che hanno perso nell'ultimo turno ma che avevano una classifica più alta rispetto agli altri partecipanti che avevano comunque perso nel turno finale.
Le qualificazioni del SAP Open  2009 prevedevano 32 partecipanti di cui 4 sono entrati nel tabellone principale.

## Teste di serie
1. Robert Kendrick (secondo turno)
2. Gō Soeda (primo turno)
3. Donald Young (secondo turno)
4. Somdev Devvarman (secondo turno)

1. Xavier Malisse (primo turno)
2. Ricardo Mello (ultimo turno)
3. Peter Polansky (primo turno)
4. Andrea Stoppini (Qualificato)

## Qualificati
1. Dominik Meffert
2. Andrea Stoppini

1. Michael Ryderstedt
2. Todd Widom

## Tabellone

### Legenda
| - Q = Qualificato - WC = Wild card - LL = Lucky loser | - ALT = Alternate - SE = Special Exempt - PR = Protected Ranking | - w/o = Walkover - r = Ritirato - d = Squalificato |

### Sezione 1
|  | Primo turno        | Primo turno        | Primo turno        | Primo turno | Primo turno |  |  | Secondo turno     | Secondo turno     | Secondo turno     | Secondo turno   | Secondo turno   |   |   | Ultimo turno   | Ultimo turno   | Ultimo turno   | Ultimo turno | Ultimo turno |  |
|  |                    |                    |                    |             |             |  |  |                   |                   |                   |                 |                 |   |   |                |                |                |              |              |  |
|  | 1                  | Robert Kendrick    | 3                  | 7           | 6           |  |  |                   |                   |                   |                 |                 |   |   |                |                |                |              |              |  |
|  |                    | Cecil Mamiit       | 6                  | 65          | 2           |  |  | 1                 | Robert Kendrick   | Robert Kendrick   | 68              | 1               |   |   |                |                |                |              |              |  |
|  | Alex Kuznetsov     | Alex Kuznetsov     | Alex Kuznetsov     | 6           | 6           |  |  |                   | Alex Kuznetsov    | Alex Kuznetsov    | 7               | 6               |   |   |                |                |                |              |              |  |
|  | Travis Rettenmaier | Travis Rettenmaier | Travis Rettenmaier | 3           | 3           |  |  |                   |                   |                   |                 |                 |   |   | Alex Kuznetsov | Alex Kuznetsov | Alex Kuznetsov | 5            | 6(1)         |  |
|  | Dominik Meffert    | Dominik Meffert    | Dominik Meffert    | 6           | 6           |  |  |                   |                   | Dominik Meffert   | Dominik Meffert | Dominik Meffert | 7 | 7 |                |                |                |              |              |  |
|  | Michael Yani       | Michael Yani       | Michael Yani       | 2           | 4           |  |  | Dominik Meffert   | Dominik Meffert   | Dominik Meffert   | 6               | 6               |   |   |                |                |                |              |              |  |
|  |                    | Frédéric Niemeyer  | Frédéric Niemeyer  | 6           | 6           |  |  | Frédéric Niemeyer | Frédéric Niemeyer | Frédéric Niemeyer | 3               | 3               |   |   |                |                |                |              |              |  |
|  | 5                  | Xavier Malisse     | Xavier Malisse     | 3           | 2           |  |  |                   |                   |                   |                 |                 |   |   |                |                |                |              |              |  |

### Sezione 2
|  | Primo turno   | Primo turno     | Primo turno     | Primo turno | Primo turno |  |  | Secondo turno | Secondo turno   | Secondo turno   | Secondo turno   | Secondo turno   |   |   | Ultimo turno | Ultimo turno  | Ultimo turno  | Ultimo turno | Ultimo turno |  |
|  |               |                 |                 |             |             |  |  |               |                 |                 |                 |                 |   |   |              |               |               |              |              |  |
|  |               | Ramón Delgado   | Ramón Delgado   | 6           | 6           |  |  |               |                 |                 |                 |                 |   |   |              |               |               |              |              |  |
|  | 2             | Gō Soeda        | Gō Soeda        | 3           | 3           |  |  | Ramón Delgado | Ramón Delgado   | Ramón Delgado   | 6               | 6               |   |   |              |               |               |              |              |  |
|  | Jun Woong-sun | Jun Woong-sun   | Jun Woong-sun   | 7           | 6           |  |  | Jun Woong-sun | Jun Woong-sun   | Jun Woong-sun   | 3               | 4               |   |   |              |               |               |              |              |  |
|  | Lester Cook   | Lester Cook     | Lester Cook     | 5           | 3           |  |  |               |                 |                 |                 |                 |   |   |              | Ramón Delgado | Ramón Delgado | 2            | 5            |  |
|  | Tim Smyczek   | Tim Smyczek     | Tim Smyczek     | 6           | 6           |  |  |               |                 | 8               | Andrea Stoppini | Andrea Stoppini | 6 | 7 |              |               |               |              |              |  |
|  | Hiroki Kondo  | Hiroki Kondo    | Hiroki Kondo    | 2           | 1           |  |  |               | Tim Smyczek     | Tim Smyczek     | 2               | 1               |   |   |              |               |               |              |              |  |
|  | 8             | Andrea Stoppini | Andrea Stoppini | 6           | 6           |  |  | 8             | Andrea Stoppini | Andrea Stoppini | 6               | 6               |   |   |              |               |               |              |              |  |
|  |               | Chris Wettengel | Chris Wettengel | 2           | 3           |  |  |               |                 |                 |                 |                 |   |   |              |               |               |              |              |  |

### Sezione 3
|  | Primo turno        | Primo turno        | Primo turno        | Primo turno | Primo turno |  |  | Secondo turno | Secondo turno      | Secondo turno      | Secondo turno | Secondo turno |   |   | Ultimo turno | Ultimo turno       | Ultimo turno | Ultimo turno | Ultimo turno |  |
|  |                    |                    |                    |             |             |  |  |               |                    |                    |               |               |   |   |              |                    |              |              |              |  |
|  | 3                  | Donald Young       | Donald Young       | 6           | 6           |  |  |               |                    |                    |               |               |   |   |              |                    |              |              |              |  |
|  |                    | John Lamble        | John Lamble        | 4           | 0           |  |  | 3             | Donald Young       | Donald Young       | 3             | 2             |   |   |              |                    |              |              |              |  |
|  | Michael Ryderstedt | Michael Ryderstedt | Michael Ryderstedt | 6           | 6           |  |  |               | Michael Ryderstedt | Michael Ryderstedt | 6             | 6             |   |   |              |                    |              |              |              |  |
|  | Luka Gregorc       | Luka Gregorc       | Luka Gregorc       | 2           | 3           |  |  |               |                    |                    |               |               |   |   |              | Michael Ryderstedt | 6            | 6            | 6            |  |
|  | Giovanni Lapentti  | Giovanni Lapentti  | 3                  | 7           | 6           |  |  |               |                    | 6                  | Ricardo Mello | 3             | 7 | 3 |              |                    |              |              |              |  |
|  | Michael McClune    | Michael McClune    | 6                  | 6           | 3           |  |  |               | Giovanni Lapentti  | Giovanni Lapentti  | 2             | 64            |   |   |              |                    |              |              |              |  |
|  | 6                  | Ricardo Mello      | Ricardo Mello      | 6           | 6           |  |  | 6             | Ricardo Mello      | Ricardo Mello      | 6             | 7             |   |   |              |                    |              |              |              |  |
|  |                    | Roman Borvanov     | Roman Borvanov     | 4           | 4           |  |  |               |                    |                    |               |               |   |   |              |                    |              |              |              |  |

### Sezione 4
|  | Primo turno            | Primo turno            | Primo turno            | Primo turno | Primo turno |  |  | Secondo turno          | Secondo turno          | Secondo turno          | Secondo turno | Secondo turno |   |   | Ultimo turno | Ultimo turno | Ultimo turno | Ultimo turno | Ultimo turno |  |
|  |                        |                        |                        |             |             |  |  |                        |                        |                        |               |               |   |   |              |              |              |              |              |  |
|  | 4                      | Somdev Devvarman       | 4                      | 6           | 6           |  |  |                        |                        |                        |               |               |   |   |              |              |              |              |              |  |
|  |                        | Filip Krajinović       | 6                      | 3           | 1           |  |  | 4                      | Somdev Devvarman       | Somdev Devvarman       | 3             | 64            |   |   |              |              |              |              |              |  |
|  | Todd Widom             | Todd Widom             | Todd Widom             | 6           | 6           |  |  |                        | Todd Widom             | Todd Widom             | 6             | 7             |   |   |              |              |              |              |              |  |
|  | Artem Sitak            | Artem Sitak            | Artem Sitak            | 4           | 0           |  |  |                        |                        |                        |               |               |   |   | Todd Widom   | Todd Widom   | 7            | 4            | 6            |  |
|  | Jean-Christophe Faurel | Jean-Christophe Faurel | Jean-Christophe Faurel | 6           | 6           |  |  |                        |                        | Eric Nunez             | Eric Nunez    | 5             | 6 | 1 |              |              |              |              |              |  |
|  | Robert Yim             | Robert Yim             | Robert Yim             | 3           | 4           |  |  | Jean-Christophe Faurel | Jean-Christophe Faurel | Jean-Christophe Faurel | 63            | 4             |   |   |              |              |              |              |              |  |
|  |                        | Eric Nunez             | Eric Nunez             | 7           | 7           |  |  | Eric Nunez             | Eric Nunez             | Eric Nunez             | 7             | 6             |   |   |              |              |              |              |              |  |
|  | 7                      | Peter Polansky         | Peter Polansky         | 68          | 63          |  |  |                        |                        |                        |               |               |   |   |              |              |              |              |              |  |